# Fânațe (okręg Bistrița-Năsăud)
Fânațe – wieś w Rumunii, w okręgu Bistrița-Năsăud, w gminie Urmeniș. W 2011 roku liczyła 187 mieszkańców.